# أولاد صامد (ابن معاشو)
أولاد صامد هي إحدى مشيخات المملكة المغربية، تتبع جغرافيا لإقليم برشيد وإداريًا لابن معاشو. يقدر عدد سكانها بـ 3768 نسمة حسب الإحصاء الرسمي للسكان والسكنى لسنة 2004.